# Kontrewers (województwo łódzkie)
Kontrewers dawniej też Kontrowers – wieś w Polsce, położona w województwie łódzkim, w powiecie poddębickim, w gminie Dalików.
W latach 1975–1998 wieś administracyjnie należała do województwa sieradzkiego.